# RMS Titanic na cultura popular

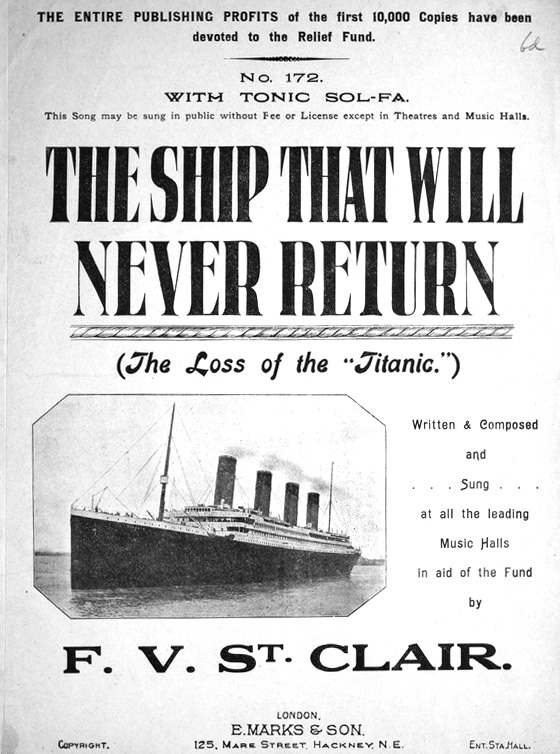
The Ship That Will Never Return, canção sobre o desastre do Titanic de F.V. St Clair

O RMS Titanic tem desempenhado um papel proeminente na cultura popular desde seu naufrágio em 1912, no qual morreram mais de 1.500 pessoas das 2.200 a bordo. O desastre e o próprio Titanic têm sido objeto de fascinação pública desde o acontecimento, os quais inspiraram inúmeros livros, peças, filmes, canções, poemas e trabalho de arte. A estória do Titanic tem sido interpretada de muitas maneiras sobrepostas, inclusive como um símbolo de um húbris tecnológico, como base para melhorias do sistema de falha segura, como um conto de desastre clássico, como uma acusação das divisões de classes e como tragédias românticas com heroísmo pessoal. Tem inspirado metáforas morais, sociais e políticas e é regularmente invocada como um conto das limitações da modernidade e da ambição.

## Temas
O RMS Titanic tem sido celebrado em uma ampla variedade de maneiras no século depois que afundou no Atlântico Norte em 1912. Como D. Brian Anderson colocou, o naufrágio do Titanic "se tornou parte de nossa mitologia, firmemente entrincheirado na consciência coletiva, e as histórias continuarão a ser recontadas não porque precisem ser recontadas, mas porque precisamos as contar."
A intensidade do interesse público sobre o desastre do Titanic e suas consequências imediatas podem ser atribuídas ao profundo impacto psicológico que teve no público, particularmente nos falantes da língua inglesa. Wyn Craig Wade comenta que "na América, a profunda reação ao desastre só pode ser comparada às consequências dos assassinatos de Lincoln e Kennedy... todo o mundo Mundo Anglo-Saxônico foi abalado; e para nós, pelo menos, a tragédia pode ser considerada um divisor de águas entre os séculos XIX e XX." John Wilson Foster caracteriza o naufrágio como um marco "do fim de uma era de confiança e otimismo, de um sentido de uma nova partida." Apenas dois anos mais tarde, o que Eric Hobsbawm se referiu como sendo "o longo século XIX" chegou ao fim com a eclosão da Primeira Guerra Mundial.
Houve três ou quatro grandes ondas de interesse púbico sobre o Titanic no século XX. A primeira veio imediatamente após o naufrágio mas terminou abruptamente dois anos mais tarde após a eclosão da Primeira Guerra Mundial, que era de longe uma preocupação maior e muito mais imediata para a maioria das pessoas. A segunda veio com a publicação do livro de Walter Lord A Night to Remember em 1955. A descoberta dos destroços do Titanic por Robert Ballard em 1985 desencadeou uma nova onda de interesse que continua  até os dias atuais, impulsionada pelo lançamento do filme de James Cameron, Titanic, em 1997. A quarta onda veio com o naufrágio do Costa Concordia em 2012, apenas poucos meses depois do centenário do desastre com o  Titanic.
Mesmo na época, o alto nível de interesse público no desastre produziu fortes reações dissidentes em alguns setores. O romancista Joseph Conrad (ele próprio um marinheiro aposentado) escreveu: "Não sou consolado pelos falsos aspectos teatrais daquele evento, que não é nem  drama, nem melodrama, nem tragédia, mas uma exposição de loucura arrogante." Como Foster aponta, entretanto, o próprio Titanic pode ser visto como um palco, com sua rígida segregação entre as classes e a arquitetura histórica "ersatz" de seus interiores. A viagem inaugural em si tinha conotações teatrais; a publicidade antecipada destacava a natureza histórica da viagem inaugural do maior navio do mundo, e um número substancial de passageiros estava a bordo especificamente para aquela ocasião. Os passageiros e tripulação podem ser visto como arquétipos de personagens modelos, que Foster resume como "homem rico, socialite, herói desconhecido, covarde, mártir, desertor dos correios, a pessoa que ficou no posto, emigrante pobre, herói manifesto, etc."
Em tais interpretações, a estória do Titanic pode ser vista como uma peça de teatro cujo tema é a moralidade. Uma visão alternativa, de acordo com Foster, vê o Titanic como em algum lugar entre uma tragédia grega e elizabetana; o tema do húbris, na forma de riqueza e vaidade, encontrando um destino indiferente em uma catástrofe final é muito diferente de tragédias gregas clássicas. A estória também coincide com o modelo para os dramaturgos elisabetanos com seus episódios de heroísmo, comédia, ironia, sentimentalismo e, por fim, tragédia. Em suma, o fato de que a história pode ser vista tão facilmente como se ajustando a um modelo dramático estabelecido tornou difícil não interpretá-la dessa maneira.
Descrevendo o desastre como "um dos mais fascinantes eventos na história humana," Stephanie Barczewski identifica um número de fatores por trás da contínua popularidade da estória do Titanic. A criação e destruição do navio são símbolos do "que a ingenuidade humana pode atingir e quão facilmente esta mesma ingenuidade pode falhar em um breve e aleatório encontro com as forças da natureza." Os aspectos humanos da estória são também uma fonte de fascinação, com diferentes indivíduos reagindo de maneiras muito diferentes com a ameaça da morte – da aceitação de seu destino até a luta pela  sobrevivência. Muitos destes a bordo tiveram que fazer escolhas impossíveis entre seus relacionamentos: ficar a bordo com os maridos e filhos ou escapar, possivelmente sozinha, e sobreviver e encarar um futuro incerto. Acima de tudo, Barczewski conclui, a estória serve para tirar as pessoas da complacência:  "em seu coração [é] uma história que nos lembra de nossas limitações."
O desastre tem sido chamado de "um evento que, em sua trágica e completa certeza, parou o tempo e se tornou uma metáfora assombrosa" – não apenas uma metáfora mas muitas, que o historiador Steven Biel descreve como "metáforas conflitantes, cada uma  competindo para definir o significado social e político mais amplo do desastre, insistindo que aqui era o verdadeiro significado, a verdadeira lição." O naufrágio do Titanic tem sido interpretado de muitas maneiras. Alguns a viam em termos religiosos como uma metáfora do julgamento divino sobre o que viam como ganância, orgulho e luxo em exibição no navio. Outros a interpretam como uma mostra da moralidade Cristã e auto-sacrifício entre aqueles que permaneceram a bordo para que mulheres e crianças pudessem escapar. Pode ser visto em termos sociais como transmitindo mensagens sobre as relações de classe ou de gênero. O protocolo de "mulheres e crianças primeiro" parecia, para alguns, afirmar o estado "natural" das relações com mulheres subordinadas a homens cavalheirescos, uma visão que os defensores dos direitos das mulheres rejeitaram. Alguns viram que o auto-sacrifícios de milionários como John Jacob Astor e Benjamin Guggenheim como uma demonstração de generosidade e superioridade moral dos ricos e poderosos, enquanto o alto nível de mortalidade entre os passageiros da Terceira Classe e membros da tripulação foi visto por outros como um sinal de que as classes trabalhadoras foram negligenciadas. Muitos acreditavam que a conduta dos passageiros e da tripulação principalmente anglo-americana demonstrava a superioridade dos "valores Anglo-Saxão" durante uma crise. Outros ainda viam o desastre como o resultado da arrogância e húbris dos proprietários do navio e da elite anglo-americana, ou uma demonstração da loucura de colocar a confiança em tecnologia e no progresso. Uma gama tão ampla de interpretações tem garantido que o desastre continue sendo objeto de debate popular e fascínio por décadas.

## Poemas

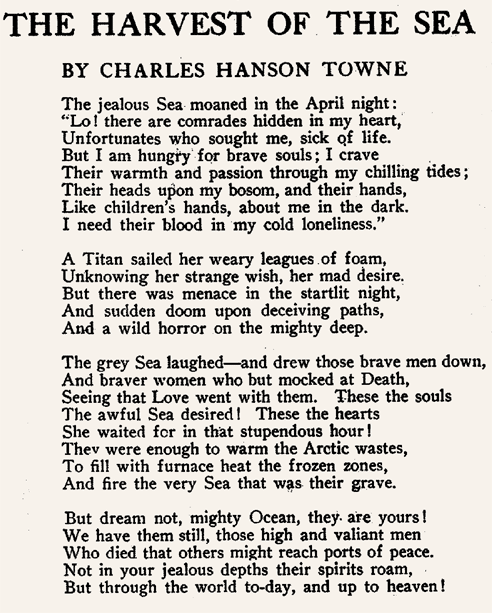
O poema de Charles Hanson Towne The Harvest of the Sea, publicado em junho de 1912

O desastre com o Titanic levou à uma enxurrada de versos tristes em tais quantidade que a revista americana Current Literature comentou que seus editores "não se lembram de nenhum outro evento em nossa história que tenha chamado tal corrida de músicas nas colunas da imprensa diária." As colunas dos poetas nos jornais estavam cheios de poemas comemorativos ao desastre, as lições a tirar dele e incidentes específicos que aconteceram durante e depois do naufrágio. Outros poetas publicaram suas próprias coleções, como no caso de Edwin Drew, que correu para imprimir uma coleção chamada The Chief Incidents of the 'Titanic' Wreck, Treated in Verse ("pode atrair aqueles que perderam amigos nesta catástrofe aterradora") que ele enviou para o Presidente Taft e o Rei George V; a cópia agora na Biblioteca do Congresso é aquela que foi enviada para Taft. Passageiros eram freqüentemente festejados e, em vários casos, eram apresentados como exemplos, como no caso do milionário. John Jacob Astor que foi elogiado pelas qualidades ostensivamente heróicas de sua morte. Charles Hanson Towne era típico de muitos em elogiar o que Champ Clark chamou de "o comportamento cavalheiresco dos homens no navio malfadado":
Mas não sonhe, poderoso oceano, eles são seus!

We ainda os têm, esses homens elevados e valentes

Que morreram para que outros pudessem chegar a portos de paz.

Não em suas profundezas ciumentas seus espíritos vagam,

Mas através do mundo hoje, e até o céu!
A produção dos poetas era de qualidade altamente variável. A Current Literature chamou alguns deles de "indescritivelmente horrível" e nenhum deles é   "magicamente inspirado", embora seus editores admitissem que alguns poemas "muito meritórios" haviam sido escritos. O New York Times
foi mais duro, descrevendo a maioria dos poemas que recebeu como "sem valor" e "intoleravelmente ruins". Um sinal chave de qualidade era se ele havia sido escrito em papel pautado; se tivesse, era provável que estivesse entre a pior categoria. O jornal aconselhou seus leitores "que escrever um poema sobre o  Titanic que valha a pena imprimir exige que o autor tenha algo mais do que papel, lápis e um forte sentimento de que o desastre foi terrível." John Sutherland e Stephen Fender indicaram o longo poema de Christopher Thomas Nixon The Passing of the Titanic (Sic transit gloria mundi) como "o pior poema inspirado pelo naufrágio do Titanic":
Através dos portões em alto-mar da famosa baía de Southampton,

   Um transtlântico mamute oscila em agitação

Seu tratamento régio irradiava golfos opalinos

   E manopla arremessa ao acaso, vento, cardume e maré.

Arca maravilhosa! Cidade palaciana marinha,

Fluxo da invenção, subiu o pico do plano de habilidade;

A coroa de jóias da Arte a maga, vista

   Desde que o comércio de Noé na terra de Shinar começou.
Poetas estabelecidos também abordaram o desastre com resultados mistos. Harriet Monroe escreveu o que Foster chama de um "hino vitoriano banal e otimista" para os mortos americanos:
Seus pais, que em Shiloh sangraram,

Aceite sua companhia ...

Filhas dos pioneiros!

Heróis livres, que escolheram o melhor,

Não lágrimas para você, mas aplausos!

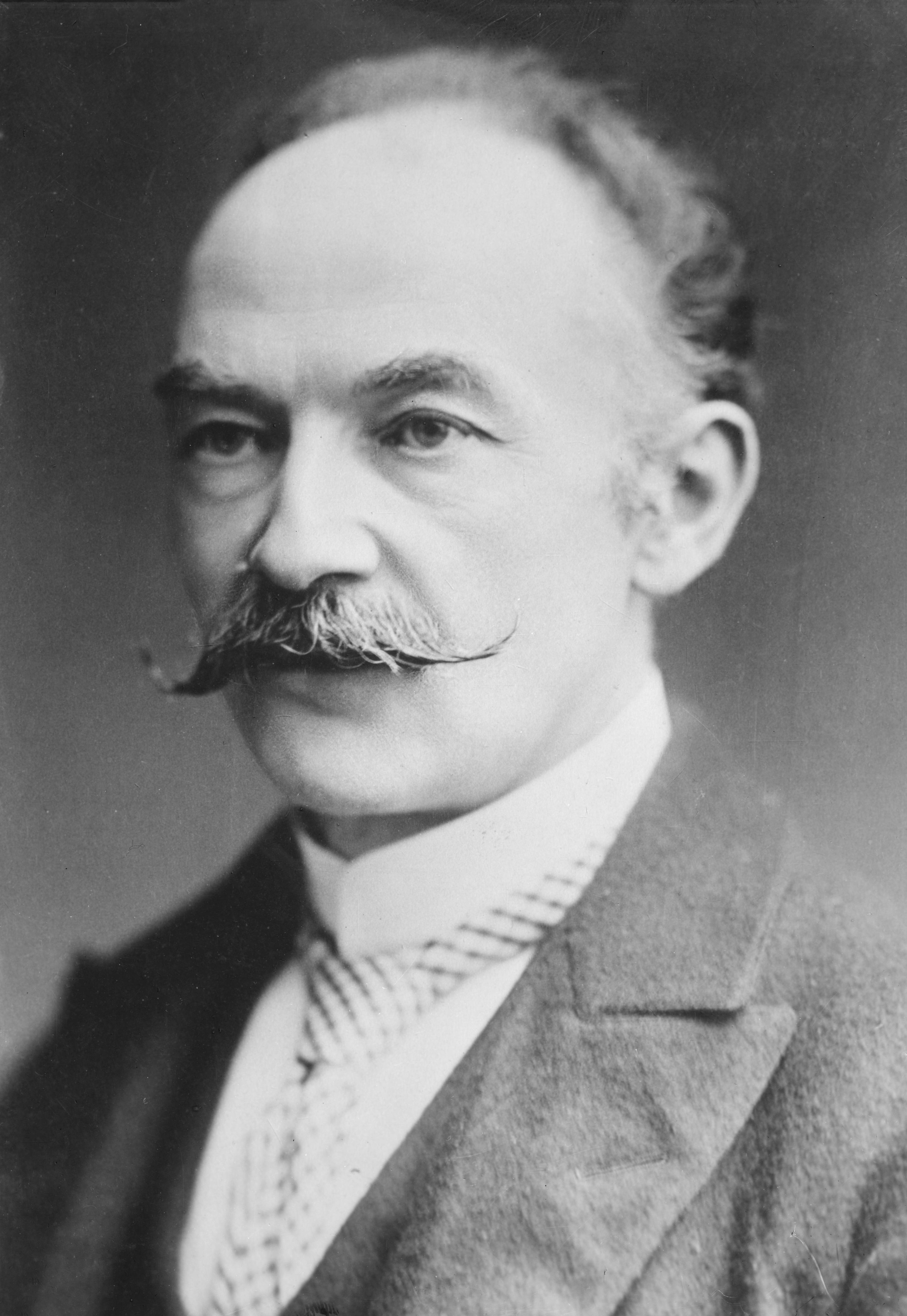
Thomas Hardy, o autor do poema de 1912 sobre o Titanic The Convergence of the Twain

A The Convergence of the Twain (1912) de Thomas Hardy, suas "Lines on the Loss of the Titanic", foi um trabalho consideravelmente mais substancial. Seu poema coloca o Titanic em um contraste pós-darwinista pessimista entre as realizações e a arrogância do homem e o poder humilhante da natureza. A construção do Titanic em sua escala sem precedentes é contrastado com as origens de seu inimigo, seguindo uma noção familiar do século XIX do sósia do doppelgänger (um tema mais notoriamente realizado em Strange Case of Dr Jekyll and Mr Hyde):
E enquanto o elegante navio crescia

Em estatura, graça e matiz,

Na sombria distância silenciosa crescia o iceberg também.
No momento em que os "twain" (dois) convergem, eles se tornaram "metades gêmeas de um augusto evento" que manda o Titanic para o fundo enquanto o  iceberg flutua. Agora o navio descansa no fundo do Atlântico Norte e
Sobre os espelhos significava

Para vidro o opulento

O verme do mar rasteja – grotesco, viscoso, mudo, indiferente.
Grande número de outros trabalhos de poesia épica foram produzidos nos últimos anos. E. J. Pratt, autor de The Titanic (1935) reflete o grande interesse que o desastre causou no Canadá, onde muitas das vítimas foram enterradas. O poema reflete o tema da tragédia, terminando com o iceberg como o "mestre das latitudes". Pratt culpa o destino do navio pelos financistas responsáveis por comissioná-lo. Depois de evocar o iceberg, "estratificado ... à consistência de pedra", ele dá uma visão vívida do desastre em seus versos pentâmetros.
O poeta alemão Hans Magnus Enzensberger faz uma abordagem pós-modernista no livro The Sinking of the Titanic (1978). Enquanto Pratt reflete o naufrágio do "Titanic" como um evento histórico definido, Enzensberger incorpora simultaneamente a documentação – incluindo notícias originais de 15 de abril de 1915 - enquanto questionava o grau em que o evento se tornou, obscurecido pelo mito criado na memória popular. Como Foster coloca, no poema Titanic carrega o peso de nossa crença e nossa descrença, nosso desejo de apocalipse e nosso medo dele, nossa fadiga, a insuportável leveza de nosso ser.
O poema ocorre dentro de um quadro autobiográfico no qual o poeta se torna um personagem em seu próprio poema e morre antes do fim, tornando-se apenas um entre uma multidão de vozes e perspectivas. O iceberg aparece como "uma unha gelada", mas não há resolução real", sem um fim para o final".

## Música

### Canções

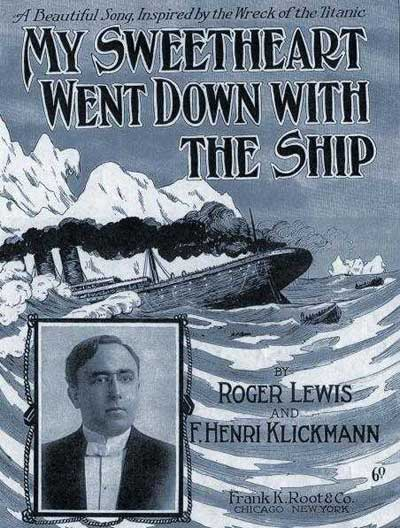
Capa da partitura para a popular música sentimental de 1912 "My Sweetheart Went Down With The Ship", inspirada pelo desastre do Titanic

Várias canções foram produzidas logo após o desastre. De acordo com o folclorista americano D.K. Wilgus, o Titanic inspirou "o que parece ser o maior número de canções sobre qualquer desastre, talvez qualquer evento na história americana". Somente no período de 1912–1913, sabe-se que mais de cem músicas foram produzidas nos EUA; a mais antiga canção comercial conhecida sobre o Titanic foi protegido por direitos autorais apenas dez dias após o desastre. Numerosas partituras e discos de gramofone foram subsequentemente produzidos. Em muitos casos, eles não eram simplesmente exploração meramente comercial de uma tragédia (embora certamente existisse), mas eram uma resposta popular genuína e profundamente sentida a um evento que evocava muitos temas políticos, morais, sociais e religiosos contemporâneos. Muitas lições foram tiradas do desastre, como o efeito do nivelamento de  ricos e pobres, os bons e os maus morrendo indiscriminadamente; os ricos recebendo o que mereciam; falta de consideração por Deus levando à remoção da proteção divina; o heroísmo dos homens que morreram; o papel do orgulho humano e arrogância em causar o desastre. O desastre inspirou o que D. Brian Anderson se refere como "inúmeros hinos esquecíveis". Muitas das canções mais seculares celebraram a bravura dos homens que haviam afundado com o navio, muitas vezes destacando seu alto status social e riqueza e confundindo-o com seu auto-sacrifício e valor moral. A popular song of the time proclaimed:

There were millionaires from New York,

And some from London Town.

They were all brave, there were men and women to save

When the great Titanic went down.

A morte de John Jacob Astor foi destacado como um exemplo particular de obrigação nobre sobre a sua suposta recusa de deixar o navio enquanto ainda havia espaços nos botes salva-vidas para mulheres e crianças. A canção A Hero Went Down with the Monarch of the Sea descrevia Astor como "um belo príncipe da riqueza, / que era nobre, generoso e corajoso" e terminava com: "Adeus, minha querida, não sofra por mim, / Eu daria a minha vida para as senhoras escaparem." The Titanic Is Doomed and Sinking foi ainda mais elogioso:

There was John Jacob Astor,

What a brave man was he

When he tried to save all female sex,

The young and all, great and small,

Then got drowned in the sea.

O auto-sacrifício de barões da indústria tais como Astor foi visto como mais notável pois foi feito não apenas para ajudar as mulheres, mas também para salvar aqueles de classes sociais muito mais baixas. Como um colunista de Denver colocou, "a criança (imigrante) abatida pela doença, cuja vida na melhor das hipóteses é menos que inútil, foi em segurança junto com os maus dos conveses inferiores, enquanto o[s] condutor[es] de grandes assuntos, ... cujas energias elevavam a humanidade, ficam de lado."
O desastre do Titanic se um tornou um tema popular entre cantores de baladas, blues, bluegrass e country no Sul dos Estados Unidos. O bluesman Ernest Stoneman obteve um de seus maiores sucessos com sua música The Titanic em 1924, que foi dito ter vendido mais de um milhão de cópias e se tornou uma das canções mais vendidas da década de 1920. A história de como sua música foi escrita ilustra a maneira como a cultura popular em torno do Titanic passa por diferentes gêneros. De acordo com Stoneman, ele pegou a letra de um poema que ele tinha visto em um jornal. Ele "colocou um canção nela", o que provavelmente significa que ele adaptou uma música existente com uma rima e uma métrica adequadas. Subseqüentemente emergiu que o autor do poema era outro cantor de país, Carson Robison, escrevendo sob o pseudônimo "E. V. Body". Outras canções foram escritas e interpretadas por Rabbit Brown, Frank Hutchison, Blind Willie Johnson e  Dixon Brothers, que desenhou uma mensagem religiosa explícita do naufrágio: "se você continuar com seus pecados,"você também vai "afundar com a velha canoa." Em "Desolation Row," a faixa final de seu álbum de 1965 Highway 61 Revisited, Bob Dylan canta "louvado seja o Netuno de Nero, as velas do Titanic ao amanhecer"; os poetas Ezra Pound e T. S. Eliot são retratados como "lutando na torre do capitão", desconsiderados pelos espectadores. Dylan mais tarde escreveria e gravaria uma música inteira sobre o desastre para seu álbum de 2012 Tempest, interpolando imagens do filme de 1997 dentro da narrativa da música.
Os compositores britânicos comemoraram o desastre com apelos aos sentimentos religiosos, chauvinistas e heróicos. Músicas foram lançadas com títulos como Stand to Your Post (Women and Children First!) e Be British (Dedicated to the Gallant Crew of the Titanic), o último referindo-se às últimas palavras míticas do capitão Smith. The Ship That Will Never Return de F. V. St Clair proclamava: "As mulheres e crianças  primeiro para os barcos -! E os marinheiros sabiam obedecer," enquanto "Be British" instava os ouvintes a lembrar a situação dos sobreviventes e doar para os fundos de caridade criados para ajudá-los: "Mostre que você está disposto! com um centavo ou um xelim! para aqueles que eles deixaram para trás."

### Na cultura Afro-americana
O naufrágio do Titanic teve uma particular ressonância para os afro-americanos, que viam o navio como um símbolo da arrogância e do racismo branco e seu naufrágio como retribuição pelos maus tratos aos negros. Foi celebrado em uma famosa canção de 1948 pelo cantor de blues Lead Belly, The Titanic (Fare thee, Titanic, Fare thee well). A lenda popular conta que não havia pessoas negras a bordo. A canção de Lead Belly retrata o campeão negro de boxe Jack Johnson tentando embarcar no Titanic mas sendo recusado pelo capitão Smith, que lhe diz: "Não vou transportar carvão." Johnson permanece na costa, despedindo-se amargamente do "Titanic", e dança enquanto o navio afunda.
A lenda do Titanic fundiu-se com a de um personagem no folclore negro conhecido como "Shine", uma espécie de figura trapaceira que provavelmente recebeu o nome vindo do brilho que o  engraxate dá nos calçados. Ele foi convertido em um mítico foguista negro a bordo do Titanic cujas façanhas foram comemoradas nos "Toasts jamaicanos", poemas narrativos longos realizados de uma forma dramática e percussiva que foram um precursor do rap moderno. Ele é retratado como uma figura central no desastre, uma pessoa "de baixo" que é a primeira a advertir o capitão sobre a água que está inundando, mas é repreendido:  "Go on back and start stackin' sacks, / we got nine pumps to keep the water back" ("Volte e comece a empilhar, / nós temos nove bombas para mandar a água de volta.") Ele se recusa, dizendo ao capitão: "Your shittin' is good and your shittin' is fine, / but there's one time you white folks ain't gonna shit on Shine" ("Sua merda é boa e sua merda está bem, / mas há uma vez que vocês brancos não vão cagar no Shine").
Shine e a única pessoa a bordo capaz de nadar para se salvar e se recusa, em vingança pelos maus-tratos a si mesmo e seus parentes, em salvar as pessoas brancas que se afogavam. Eles oferecem-lhe todos os tipos de recompensas, incluindo "todas as vaginas que já viu", mas sem sucesso; "Shine diz: 'One thing about you white folks I couldn't understand: / you all wouldn't offer me that pussy when we was all on land." (Uma coisa sobre vocês brancos que eu não pude entender: / vocês todos não me ofereceriam a vagina quando estávamos todos em terra."
Ele também recebe propostas de casamento das mulheres ricas, em particular da filha grávida e solteira do capitão, mas as rejeita. Em algumas versões outro homem negro de nome Jim se junta à Shine na água mas se perde quando sucumbe às tentações dos brancos e nada de volta à sua morte no navio afundando. Shine nada todo o caminho para Nova Iorque, atropelando uma baleia ou um tubarão ao longo do caminho, embora em algumas versões ele saia do curso e chegue à terra firme em Los Angeles:

He swimmed on till he came to New York town,

And people asked had the Titanic gone down.

Shine said "Hell yeah." They said, "How do you know?"

He said, "I left the big motherfucker sinkin' about thirty minutes ago."

No final, ele encontra uma bebida e uma mulher para lhe fazer companhia, e como uma versão diz,

when all them white folks went to heaven

Shine was in Sugar Ray's bar drinking Seagram Seven.

A moral do Toast é que nem o dinheiro do homem branco nem suas mulheres valem o risco de adquiri-los, portanto eles não devem ser aspirados ou cobiçados pelos negros. A filha do capitão grávida e solteira é um sinal de que "até mesmo a nobreza branca pode transgredir", como Paul Heyer aponta, a pele branca não é sinônimo de pureza. Também presente no Toast é o tema mais geral de uma advertência contra o excesso de confiança na tecnologia do homem branco.

### Concertos e musicais
Muitos compositores também abordaram o tema do naufrágio do navio. Concertos foram uma parte importante do esforço em angariar fundos após o desastre;
uma super-orquestra de quinhentos músicos tocou para um Royal Albert Hall lotado sob a direção de Sir Edward Elgar para levantar dinheiro para as famílias dos músicos mortos quando o Titanic afundou. Outros procuraram evocar o desastre na forma musical. Logo após o naufrágio "Descriptive Musical Sketch (Piano, Chorus and Reciter)" foi encenado, e aqueles que quisessem reencenar o desastre em casa poderiam ouvir a gravação de The Wreck of the Titanic, um "Solo de piano descritivo, desde a cena em que o sino do navio toca para a partida até o patético 'enterro no mar'... reminiscente do triste desastre que viverá na história enquanto o mundo existir." Havia até mesmo um passo de dança Two-Step Titanic que era derivado de uma dança popular da época, embora não seja claro como os passos da dança representariam o naufrágio do navio.
Diversos musicais foram produzidos baseados na estória do Titanic. Talvez o mais, com sua estreia em 1960, seja The Unsinkable Molly Brown, dramatizado e com música e letra de Meredith Willson, que teve sua inspiração no livro de Gene Fowler de  1949 The Unsinkable Mrs. Brown. O musical da Broadway apresenta uma versão consideravelmente embelezada das façanhas da verdadeira Margaret Brown; retrata sua tomada de comando no bote salva-vidas do Titanic e mantendo os sobreviventes sob seu comando com bravura e sua pistola. O escritor Steven Biel nota que Molly Brown joga com estereótipos americanos de resiliência e excepcionalismo com uma pitada de isolacionismo. Foi transformando em filme com o mesmo nome em 1964, estrelando Debbie Reynolds.
Outro musical cujo tema é o Titanic, chamado de Titanic: A New Musical, estreou em abril de 1997 em Nova Iorque com recepção diversa. John Simon da New York Magazine admitiu se aproximar "com um pouco do sentimento do naufrágio" e concluiu que era "um show sério, mas irremediavelmente medíocre." A revista People foi muito mais elogioso, dizendo que foi preciso coragem para escrever um musical sobre o desastre mais infame do século, mas o "Titanic", da Broadway, segue incansavelmente com sua carga de temas épicos". A exuberante produção incorporou um palco que se inclinava para simular o naufrágio. Foi um grande sucesso de bilheteria; o musical ganhou cinco Tony Awards e foi apresentada na Broadway por dois anos, com performances também realizadas na Alemanha, Japão, Canadá e Austrália.
Em 2012, Titanic Requiem de Robin Gibb foi realizada e gravada pela Royal Philharmonic Orchestra, mas teve pouca aclamação de crítica e sucesso de público.

## Peças de teatro, dança e multimídia
Várias peças apresentaram o desastre como assunto principal ou de passagem. Um dos primeiros a abordar diretamente o naufrágio do Titanic (embora de uma forma disfarçada) foi The Berg: A Play (1929) de Ernest Raymond que é dito ter sido a base do filme Atlantic. A bem sucedida peça de Noël Coward de 1931 Cavalcade, adaptado para o filme vencedor do Óscar de mesmo nome em 1933, tem um enredo romântico que apresenta um final chocante a bordo do Titanic.
Em 1974 o desastre foi usado como pano de fundo para a peça Titanic, que D. Brian Anderson caracteriza como "uma farsa sexual de um só ato". Os passageiros e tripulantes aguarda ansiosamente a chegada do iceberg, mas o navio não consegue encontrá-lo. Enquanto o Titanic vagueia pelo oceano à procura do iceberg, aqueles a bordo preenchem o tempo fazendo uma série de revelações sexuais, como a revelação de uma garota que ela "gostava de manter um mamífero em sua vagina." Quando a colisão finalmente acontece, acaba sendo uma brincadeira da esposa do capitão. A produção fora do circuito da Broadway, cujo elenco incluía um jovem Sigourney Weaver, recebeu o que Anderson descreve como "comentários barulhentos".
A peça de Jeffrey Hatcher de 1992 Scotland Road (o título refere-se a uma passagem no Titanic) é um mistério psicológico que se inicia com a descoberta de uma mulher desidratada encontrada em um iceberg no Atlântico Norte em 1992. Ela usa roupas no estilo de 1912 mas só consegue dizer a palavra  "Titanic". O bisneto de John Jacob Astor investiga se a mulher é uma verdadeira sobrevivente de 1912, de alguma forma projetada à frente no tempo, ou é parte de algum embuste bizarro. Mais recentemente, os dramaturgos britânicos Stewart Love e Michael Fieldhouse escreveram a pela (Titanic (1997) e The Song of the Hammers (2002) respectavamente) que abordam o aspecto muitas vezes negligenciado das opiniões e experiências dos homens que construíram o Titanic.
Houve também uma série de produções de dança e multimídia. O coreógrafo canadense Cornelius Fischer-Credo inventou um trabalho de dança chamado The Titanic Days que, por sua vez, foi adaptado para a faixa título de um álbum do cantor Kirsty MacColl. A companhia de dança belga Plan K apresentou um trabalho chamado Titanic em 1994 durante o Belfast Festival em que uma flotilha de refrigeradores – na vida real parte da carga a bordo do Titanic – representa a massa flutuante de gelo que acaba destruindo o navio.
O compositor britânico Gavin Bryars criou um trabalho multimídia chamado The Sinking of the Titanic (1969), baseado no conceito que "sons nunca morrem completamente, mas apenas se tornam mais fracos e mais fracos. E se a música da banda do Titanic ainda estivesse tocando 2.500 braças sob o mar?" A peça usa uma colagem de sons, variando de gravações subaquáticas a reminiscências de sobreviventes e mensagens em código morse, para evocar os sons do Titanic. Como Foster coloca:
Ouvimos uma voz abafada, como um sobrevivente afogado, dando testemunho de baixo das ondas, por assim dizer, e a música balançando da água, e no final da seção os pingos ominosos como de água que ampliam as sonoridades profundas, a voz agora silenciosa ou fundida no oceano, abismo, os ecos subaquáticos do nosso destino.
O trabalho foi lançado pela primeira vez em disco em 1975, como o primeiro lançamento do selo de vida curta de Brian Eno Obscure Records (emparelhado com a composição de Bryars Jesus' Blood Never Failed Me Yet).

## Apresentações de slides e Cinejornal

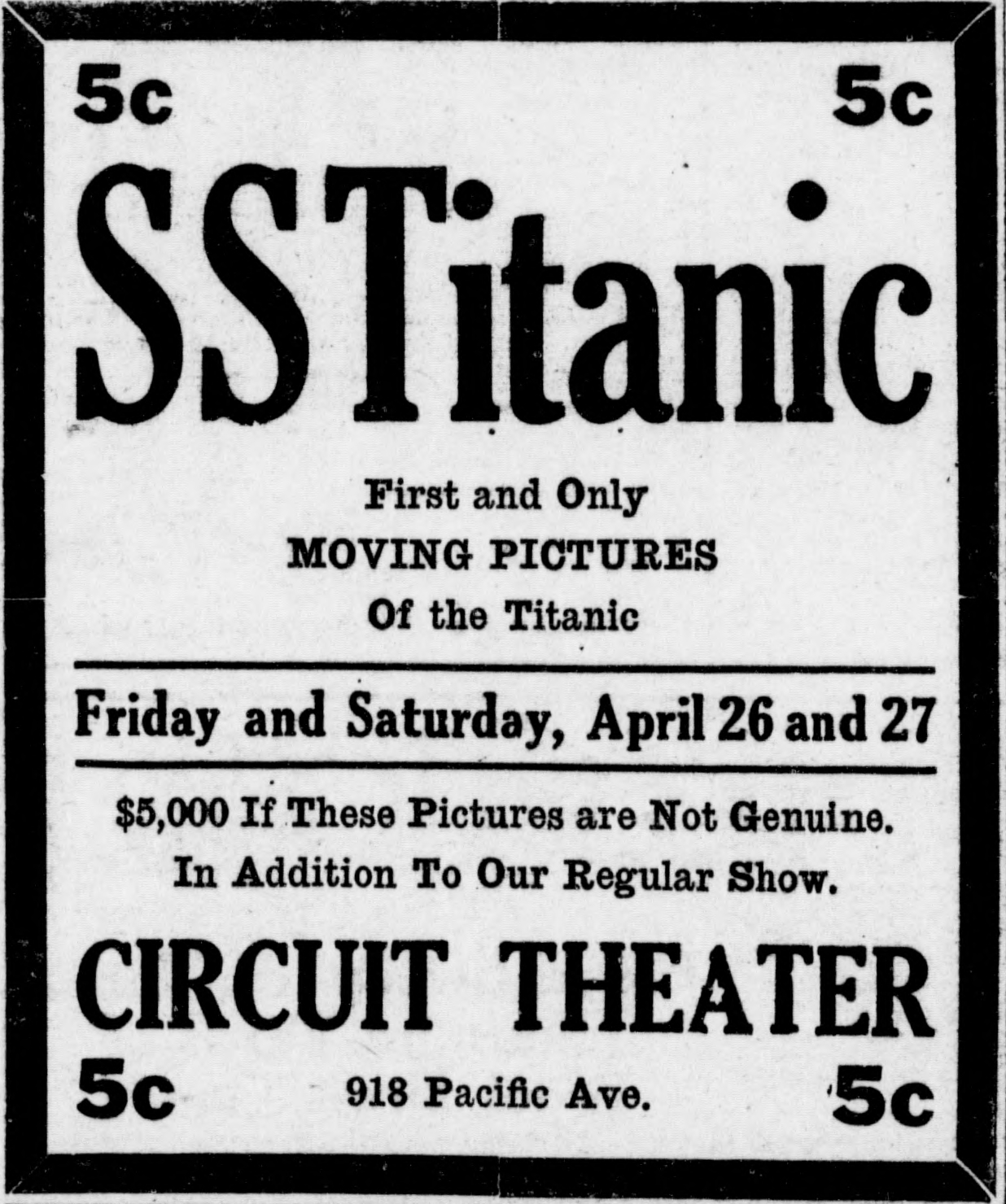
Anúncio de um cinejornal sobre o Titanic, 26 de abril de 1912. Falsos cinejornais sobre o Titanic eram tão predominantes nessa época que algumas empresas ofereciam "garantias" de que suas próprias filmagens eram genuínas.

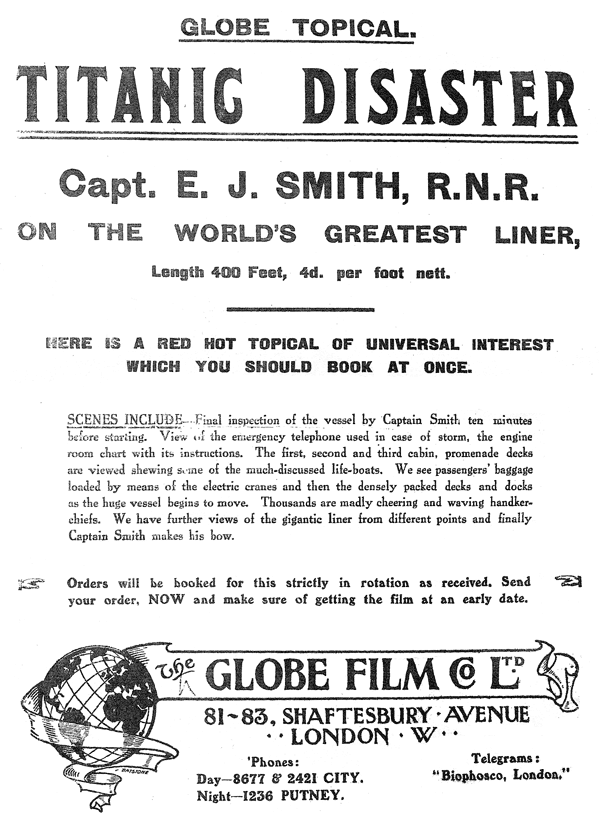
Um anúncio enganoso de um cinejornal britânico sobre o Titanic; o anúncio cuidadosamente redigido obscurece o fato de que a filmagem era na verdade do RMS Olympic, gravada um ano antes.

Após alguns dias do naufrágio do Titanic, cinejornais e até apresentação de slides estavam sendo apresentados em cinemas lotados e teatros nos Estados Unidos e Europa. No fim de abril de 1912, não menos do que nove companhias americanas lançaram conjuntos de slides do Titanic que poderiam ser comprados ou alugados para apresentações públicas, acompanhados de posters, fotos do lobby, roteiros de palestras e partituras. Eles foram planejados para serem mostrados como parte de um programa misto de slides para lanterna mágica com pequenos filmes dramáticos, cômicos e cênicos. Charles A. Pryor do New York's Pryor and Clare estava entre os primeiros fotógrafos a conseguir subir a bordo do Carpathia em seu retorno da cena do naufrágio e tirou muitas fotos do Capitão Rostron, dos sobreviventes do  Titanic e da tripulação do Carpathia. Sua publicidade subsequente, publicada no New York Clipper, enfatizava o provável nível de interesse popular:
SR GERENTE DO TEATRO
Lote seu cinema com a MAIOR SENSAÇÃO DA ÉPOCA
"O Grande Desastre do Titanic"

Sr. Chas. A. Pryor ... fretou um rebocador e tem o genuíno criador de dinheiro... [as cenas] são ÓTIMAS, mostrando todas as notáveis pessoas conectadas com a tragédia, os bote salva-vidas, os coletes salva-vidas e possui a última conta que foi servida no Titanic.
Apresentações de slides tiveram um impacto menor com as plateias britânicas, que pareciam preferir uma abordagem mais "artística". Uma das respostas visuais mais elaboradas para o desastre foi uma "Myriorama" (um neologismo significando "muitas cenas") chamado The Loss of the Titanic apresentado por Charles William e John R. Poole, cuja família tinha encenando tais shows desde os anos 1840. Envolvia o uso de uma série de cenas pintadas em finos lençóis de gaze, manipulados de tal forma que pareciam se dissolver de uma cena para a outra enquanto a música era tocada e um recital dramático e emotivo era apresentado em primeiro plano. De acordo com o material publicitário do Myriorama do Titanic, apresentava "o espetáculo encenado em sua totalidade por John R. Poole, e todo esforço feito para transmitir uma verdadeira ideia pictórica de toda a história do desastre ... efeitos mecânicos e elétricos únicos, música especial e a história descrita de uma forma emocionante." O "Conto imortal de Simples Heroísmo"
era realizado através de oito tableaux, começando com "Um esplêndido efeito marinho do navio gigantesco deslizando do cais em Southampton" e terminando com louvor pela "simples coragem que permanece para sempre uma orgulhosa herança da raça anglo-saxônica". De acordo com relatos contemporâneos, o show "muitas vezes levava o público às lágrimas".
Cinejornais sobre o desastre o Titanic foram dificultados pelo fato de que quase nenhuma cena mostrando o navio existia. Uns poucos segundos de filme do lançamento do Titanic em 31 de maio de 1911 foram obtidas em Belfast pela companhia local Films Limited, e a Topical Budget Company parece ter tido algumas imagens – agora perdidas – do navio em Southampton. Além disso, tudo que existia eram fotografias. Cinejornais de notícias, tais como o Animated Weekly da Gaumont Film Company, compensaram a falta de filmagens do navio em si, juntando em material recém fotografado das conseqüências do naufrágio. Estes incluíam cenas do Carpathia chegando em Nova Iorque, sobreviventes do  Titanic desembarcando e as multidões se aglomerando do lado de fora dos escritórios da White Star Line no Brooklyn enquanto as listas das vítimas eram postadas.
O cinejornal da Gaumont sobre o Titanic foi um enorme sucesso e foi apresentado em casas lotadas em todo o mundo. O primeiro cinejornal sobre o Titanic apareceu na Austrália ainda em 27 de abril, enquanto na Alemanha a companhia Martin Dentler prometia que seu cinejornal sobre o Titanic "garantiria uma casa lotada!". Em muitos lugares, foram entregues aos clientes cópias da canção "Nearer, My God, To Thee" para cantarem ao fim do filme (de acordo com o proprietário de cinema Fred Berger, "muitos vigorosos cantos aconteceram na exibição") enquanto na Grã-Bretanha uma família de artistas usava o órgão Gavioli para mostrar o noticiário de Gaumont com um acompanhamento de músicas náuticas. Embora a Gaumont fosse uma empresa francesa, seu Titanic foi comparativamente mal em seu país de origem; isso foi talvez devido ao noticiário local ser dominado não pelo Titanic mas pela captura simultânea do Bando Bonnot.
Algumas empresas de filmes tentaram compensar a falta de filmagens passando filmes de outros navios como sendo do Titanic, ou promovendo seu filme mostrando imagens do lançamento do Titanic como sendo de seu naufrágio. O proprietário de um cinema em Nova Iorque na Rua 34 foi espancado várias vezes por clientes irritados que foram vítimas de um desses golpes. O Dramatic Mirror relataram que "ambos os olhos ficaram pretos e vários dentes foram perdidos, e um machucado escuro ... agora cobre quase todo um lado do rosto." Mesmo assim ele agiu de maneira desafiadora: "Mesmo após eu pagar o doutor e o dentista vou liberar 500 dólares. E não há uma palavra falsa nesses anúncios. Não há ninguém que possa dizer que eu não sou um cavalheiro." Em Bayonne, New Jersey, um cinema foi palco de uma revolta em 26 de abril de 1912, depois de anunciar falsamente um filme mostrando "o naufrágio do Titanic" e o resgate de seus sobreviventes." O jornal New York Evening World relatou no dia seguinte que a polícia local teve que intervir depois que "a plateia foi levada a crer que veriam algo sensacional, surgiram protestos barulhentos. Os assentos foram rasgados em um teatro." No final, o chefe da polícia local proibiu a apresentação. Similar indignação pública e desordem resultantes de uma proliferação de falsos desastres do Titanic levaram o prefeito de Memphis, Tennessee a banir "qualquer filme retratando o desastre do Titanic ou qualquer fase do mesmo". os prefeitos de Filadélfia e Boston logo seguiram o exemplo. Entretanto, cinejornais sobre o Titanic logo não chamavam mais a atenção dos espectadores e por volta de agosto de 1912 jornais de comércio estavam relatando que compilações de filmagens do Titanic intercaladas com imagens de icebergs "não atraem mais plateia."

## Filmes dramáticos
Existem até o momento oito filmes dramáticos em língua inglesa (sem contar filmes para TV) sobre o desastre do Titanic: quatro americanos, dois britânicos e dois alemães, produzidos entre 1912 e 1997.

### 1912–43

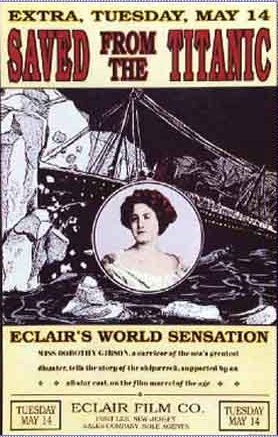
Poster de Saved from the Titanic (1912), o primeiro filme sobre o desastre

O primeiro filme sobre o desastre, Saved from the Titanic, foi lançado apenas 29 dias após o desastre. É estrelado e co-escrito por Dorothy Gibson, que realmente esteve a bordo do navio e foi salva no bote salva-vidas nº 7, o primeiro a deixar o navio. O filme apresenta uma versão altamente fictícia das experiências de Gibson, contadas em flashback, intercaladas com imagens do Titanic de cinejornais e uma maquete da própria colisão. Lançado nos Estados Unidos em 14 de maio de 1912 e subsequentemente mostrado internacionalmente, foi um grande sucesso. Entretanto, é agora considerado um filme perdido, pois as únicas cópias conhecidas foram destruídas em um incêndio em março de 1914.
O filme de Gibson competiu com o filme alemão In Nacht und Eis (In Night and Ice), dirigido pelo romeno Mime Misu, que fazia o papel do Capitão Smith. Foi, em sua maior parte, filmado a bordo do transatlântico SS Kaiserin Auguste Victoria. A colisão fatal foi representada por um modelo de 6,10 metros do Titanic colidindo com um bloco de gelo flutuante. O impacto derruba os passageiros e causa pandemônio a bordo. O filme não retrata a evacuação do navio mas mostra o capitão entrando em pânico enquanto a água sobe nos pés do operador de rádio sem fio Jack Phillips enquanto ele manda mensagens de SOS. A banda do navio é repetidamente mostrada tocando peças musicais, cujos títulos são mostrados em legendas; ao que parece uma banda ao vivo tocava a música correspondente ao público do cinema. Quando o filme termina, as ondas cobrem  o capitão que nadava.
Embora não diretamente sobre o Titanic, um grande número de outros filmes foram produzidos por volta desta mesma época que podem ter se inspirado no desastre. Em outubro de 1912 a companhia dinamarquesa de filmes Nordisk lançou Et Drama på Havet (A Drama at Sea) em que um navio no mar pega fogo e afunda, enquanto os passageiros lutam para embarcar nos botes salva-vidas. Foi lançado nos Estados Unidos como The Great Ocean Disaster ou Peril of Fire. A mesma companhia produziu uma sequência em dezembro de 1913, que também foi lançada nos EUA com o título Atlantis, baseado em romance do mesmo nome escrito por Gerhart Hauptmann e culminava com uma representação de um navio afundando. Foi o mais longo e ambicioso filme dinamarquês até a presente data, utilizando oito rolos de filme e custando uma enorme quantia para a época de $60.000. Foi filmado a bordo de um transatlântico verdadeiro, o SS C.F. Tietgen, alugado especialmente para as filmagens com 500 pessoas a bordo. A cena do naufrágio foi filmada no Mar do Norte. O Tietgen realmente afundou cinco anos mais tarde quando foi torpedeado por um U-Boot alemão. Uma companhia britânica planejava fazer um filme mais audacioso construindo e afundando uma réplica e em 1914 um emborcamento verdadeiro foi filmado para o filme da Vitagraph Lost in Mid-Ocean.
O filme sonoro britânico de 1929 Atlantic foi claramente (embora vagamente) com base na história do Titanic. Derivado da peça teatral de Ernest Raymond The Berg, se foca no naufrágio de um transatlântico carregando um padre e um autor ateísta, ambos os quais devem chegar a um acordo com suas mortes iminentes. Cenas exteriores foram gravadas em um navio atracado no Rio Tâmisa mas a maior parte do filme é ambientada em um salão interior, de uma forma muito estática e falante. A evacuação do navio é descrita como ocorrendo em meio a um pandemônio, mas o naufrágio real não é mostrado; embora o diretor tenha filmado cenas do naufrágio, foi decidido que elas não deveriam ser usadas.
O produtor de Hollywood David O. Selznick tentou persuadir Alfred Hitchcock a fazer um filme sobre o Titanic para ele em 1938, baseado no romance do mesmo nome de Wilson Mizner e Carl Harbaugh. A estória envolve um gangster que renuncia à sua vida de crime quando se apaixona por uma mulher a bordo do Titanic. Selznick pretendia comprar o navio Leviathan para usá-lo como set. Hitchcock não gostou da ideia e  abertamente zombou dele; ele sugeriu que uma boa maneira de filmar seria "começar com um close-up de um rebite enquanto os créditos rolavam, e depois voltar lentamente até que, depois de duas horas, o navio inteiro enchesse a tela e o Fim aparecesse". Quando perguntado sobre o projeto por um repórter, ele disse: "Ah, sim, eu tive experiência com icebergs. Não esqueça que eu dirigi Madeleine Carroll" (que, como Hitchcock provavelmente sabia, havia estrelado o filme Atlantic). Mais problemas aconteceram quando Howard Hughes e uma companhia francesa ameaçaram processos pois eles tinham seus próprios roteiros sobre o Titanic, e os censores britânicos deixaram claro que desaprovavam um filme que poderia ser visto como crítico da indústria naval britânica. O projeto acabou sendo abandonado quando a Segunda Guerra Mundial se iniciou e Hitchcock, em vez disso, fez Rebecca para Selznick em 1940, vencendo o Oscar de melhor filme em 1941.
O Ministro da Propaganda Nazista Joseph Goebbels pessoalmente comissionou o filme Titanic, um filme de propaganda nazi de 1943 feito durante a Segunda Guerra Mundial. Foi em sua maior parte gravado em Berlin com algumas cenas filmadas a bordo do SS Cap Arcona. Centra-se num conflito fictício entre "Sir" Bruce Ismay e John Jacob Astor, reimaginado como um  Lorde inglês, pelo controle da White Star Line. Um jovem oficial alemão igualmente fictício, Petersen, adverte Ismay quanto à perseguição imprudente da Flâmula Azul, e considera que o Titanic era um navio "operado não por marinheiros, mas por especuladores de ações". Seus avisos não são ouvidos e o navio atinge um iceberg. Muitos aspectos do roteiro são refletidos no filme de James Cameron de 1997 Titanic: uma garota rejeita os desejos de seus pais para buscar o homem que ela ama; há uma cena nos conveses inferiores e outra cena mostrando um homem preso no navio que afundava e é libertado com a ajuda de um machado de emergência. Herbert Selpin, o diretor do filme, foi retirado do projeto depois de fazer comentários desagradáveis sobre o esforço de guerra alemão. Ele foi pessoalmente questionado por Goebbels e 24 horas depois foi encontrado enforcado em sua cela. O filme em si foi retirado de circulação pouco depois de ser lançado, se alegando que um filme retratando o caos e a morte em massa era prejudicial ao moral de guerra, embora também tenha sido sugerido que seu tema de um herói moralmente honesto enfrentasse um líder imprudente dirigindo o navio ao desastre era politicamente muito sensível para os nazistas tolerarem. Também foi sensível demais para os britânicos, que o impediram de ser mostrado nas zonas ocidentais da Alemanha ocupada até a década de 1960. Os alemães orientais não tiveram essa dificuldade, pois o filme ia de encontro com os sentimentos anticapitalistas de seus governantes comunistas.

### 1953–2012
Barbara Stanwyck e Clifton Webb estrelaram como um casal separado o filme de 1953 Titanic. O filme faz pouco esforço para ser historicamente acurado e se centra no drama humano, enquanto o casal, Sr. e Sra. Sturges, batalha sobre a custódia de seus filhos, enquanto sua filha tem um romance a bordo com um estudante viajando no navio. Assim que o Titanic afunda o casal se reconcilia, as mulheres são resgatadas e Sturges e seu filho afunda com o navio. O filme ganhou um Oscar por seu roteiro. A falta de respeito pela precisão histórica do filme pode ser explicada pelo fato de que ele usa o desastre meramente como pano de fundo para o melodrama. Isto provou ser insatisfatório para alguns, notavelmente para o nascido em Belfast William MacQuitty, que tinha testemunhado o lançamento do Titanic ainda garoto e há muito desejava fazer um filme que colocasse os eventos náuticos como pontos centrais.
A Night to Remember, estrelando Kenneth More, foi o resultado no interesse de MacQuitty na estória do  Titanic. Lançado em 1958 e produzido por MacQuitty, o filme é baseado no livro de 1955 de mesmo nome de Walter Lord. Seu orçamento de £600.000 (£11.868.805 em valores atuais) era excepcionalmente alto para um filme britânico. e era o filme mais caro já feito na Grã-Bretanha até aquele época. O filme se foca na estória do naufrágio, retratando os principais incidentes e participantes de maneira documental com considerável atenção aos detalhes; 30 sets foram construídos usando as plantas originais dos construtores do Titanic. O antigo Quarto Oficial Joseph Boxhall e o sobrevivente Lawrence Beesley foram os consultores. Um dia, durante as filmagens, Beesley se infiltrou no set, mas foi descoberto pelo diretor, que o mandou embora; assim, como Julian Barnes apontou: "pela segunda vez em sua vida, Beesley deixou o Titanic pouco antes de afundar".
Embora tenha recebido inúmeros prêmios incluindo um Golden Globe Award por Melhor Filme Estrangeiro em Língua Inglesa e recebeu elogios dos críticos dos dois lados do Atlântico, foi, na melhor das hipóteses, apenas um modesto sucesso comercial devido ao seu enorme orçamento original e um impacto relativamente baixo na América. Ainda assim envelheceu bem; o filme tem considerável mérito artístico e de acordo com o Professor Paul Heyer, ajudou a desencadear a onda de filmes catástrofes que incluíam The Poseidon Adventure (1972) e The Towering Inferno (1974). Heyer comenta que it "ainda permanece como a narração cinematográfica definitiva da história e o protótipo e melhor exemplo do gênero de filme de desastre".
Em 1979 a EMI Television produziu S.O.S. Titanic, um filme para TV que conta a estória do desastre como um drama pessoal. O sobrevivente Lawrence Beesley (interpretado por David Warner) é apresentado como um herói romântico e Thomas Andrews (interpretado por Geoffrey Whitehead) é também visto como um personagem significativo pela primeira vez. Ian Holm interpreta J. Bruce Ismay como um vilão. Warner também interpreta o serviçal de Caledon Hockley, Spicer Lovejoy, no Titanic de James Cameron de 1997. A produção foi parcialmente filmada a bordo de um transatlântico real, o RMS Queen Mary.
Raise the Titanic de 1980 foi um fracasso que custou caro. Baseado no best-seller de mesmo nome pelo escritor de suspenses Clive Cussler, o enredo envolve o herói de Cussler Dirk Pitt (Richard Jordan) buscando retirar o intacto Titanic de seu local no leito marinho. Ele pretende ganhar uma vantagem decisiva na Guerra Fria recuperando um estoque de um mineral fictício ultra-raro de alto valor para uso militar, o "byzanium", que o navio estava supostamente carregando em sua viagem inaugural. O filme, dirigido por  Jerry Jameson, custou ao menos $40 milhões. Foi o filme mais caro feito até então, mas fez apenas $10 milhões na bilheteria. Lew Grade, o produtor, mais tarde comentou que teria sido "mais barato drenar o Atlântico".
Titanic de James Cameron é o filme mais bem sucedido comercialmente sobre o naufrágio do navio. Titanic tornou-se o filme de maior bilheteria da história nove semanas após a estreia, em 19 de dezembro de 1997, e uma semana depois se tornou o primeiro filme a faturar 1 bilhão de dólares em todo o mundo.. Por volta de março de 1998 tinha angariado 1,2 bilhão, um recorde que permaneceu até o próximo filme de Cameron Avatar ultrapassado em 2009. O filme de Cameron se foca no romance entre a passageira da Primeira Classe Rose DeWitt Bukater (Kate Winslet) e o passageiro da Terceira Classe Jack Dawson (Leonardo DiCaprio). Cameron desenhou os personagens de Rose e Jack para servir como o que ele chamou de "um pára-raios emocional para o público", tornando a tragédia do desastre mais imediata. Como Peter Kramer coloca, a estória de amor destina-se a humanizar o desastre, enquanto o desastre empresta à estória de amor um aspecto mítico. O filme de Cameron custou $200 milhões, fazendo dele o mais caro filme já feito até aquele momento; grande parte dele foi filmado em uma gigantesca réplica quase em escala total do lado de estibordo do Titanic construído na  Baixa Califórnia, México. O filme foi convertido para 3D e relançado em 4 de abril de 2012 para coincidir com o centenário do naufrágio. O filme de Cameron é o único drama sobre o Titanic a ter sido parcialmente filmado a bordo da embarcação, a qual o diretor canadense visitou em dois submersíveis russos no verão de 1995.

## Televisão
Veja a Filmes e notáveis episódios de séries de TV para exemplos de muitas referências ao Titanic e seu desastre.
Com o advento da televisão, os temas e microcosmo social providos pelo cenário do Titanic inspirou produções para TV, de caras séries épicas até  paródias satíricas animadas. A lista de gêneros relacionados ao Titanic cresceu chegando a ficção científica; e começando com o primeiro episódio de The Time Tunnel em 1966, o RMS Titanic tornou-se um destino irresistível para os viajantes do tempo.
O Titanic foi também parodiado na série Pokémon como o S.S. Cussler no episódio An Undersea Place to Call Home!. Depois que afundou, tornou-se a casa de muitos Pokémon oceânicos, mais notavelmente Dragalge que construiu o naufrágio junto com outros naufrágios em uma comunidade de vida selvagem.

## Livros

### Relatos de sobreviventes e "livros instantâneos"

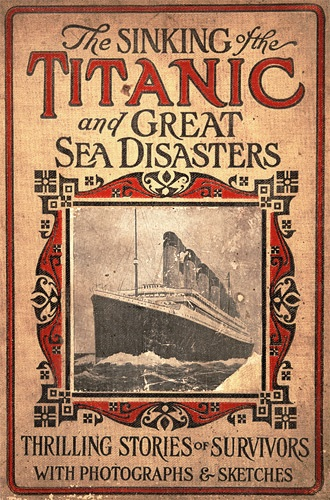
A capa do livro de Logan Marshall The Sinking of the Titanic (1912), que tem sido criticado por seu sensacionalismo e imprecisão

O naufrágio do Titanic tem sido inspiração para um enorme número de livros desde de abril de 1912; como Steven Biel coloca, "O rumor é que os três maiores assuntos de livros em todos os tempos são Jesus, a Guerra Civil [Americana] e o desastre do Titanic."
A primeira onda de livros foram publicados pouco depois do naufrágio. Dois sobreviventes publicaram seus próprios relatos na época: The Loss of the S.S. Titanic de Lawrence Beesley e The Truth about the Titanic de Archibald Gracie. Beesley começou a escrever seu livro logo depois de ter sido resgatado pelo RMS Carpathia e o complementou com entrevistas com companheiros sobreviventes. Foi publicado pela Houghton Mifflin apenas três semanas depois do desastre. Gracie realizou extensa pesquisa e entrevistas, bem como participou do inquérito do Senado dos EUA sobre o naufrágio. Morreu em dezembro de 1912, pouco antes de seu livro ser publicado.
O Segundo Oficial do Titanic, Charles Lightoller, publicou um relato sobre o naufrágio em seu livro de 1935 Titanic and Other Ships, que  Eugene L. Rasor caracteriza como uma apologia. A comissária de bordo Violet Jessop deu um breve relato em primeira mão em sua publicação póstuma Titanic Survivor (1997). O capitão do Carpathia em 1912,  Arthur Rostron, publicou um relato de seu papel durante o desastre em sua autobiografia de 1931 Home from the Sea.
Vários outros autores desta primeira onda publicaram compilações de reportagens, entrevistas e relatos de sobreviventes. Entretanto, como W. B. Bartlett comenta, eles foram "marcados por algum jornalismo altamente suspeito e sensacionalista ... que diz mais sobre os padrões do editorialismo jornalístico na época do que sobre o que realmente aconteceu no Titanic." O livro do escritor britânico Filson Young Titanic, descrito por Richard Howells como "sombriamente retórico... [e] fortemente carregado com pronunciamento cultural", foi um dos primeiros a ser publicado, apenas um mês depois do desastre. Muitos dos livros americanos seguiram uma forma estabelecida que tinha sido usada depois de outros desastres, como a tempestade de Galveston de 1900 e o terremoto de 1906 em São  Francisco. Os editores lançaram livros "instantâneos" ou "de dólar" que foram publicados em grande número em papel barato e vendidos por um dólar por vendedores de porta em porta. Eles seguiram um estilo bastante semelhante, que D. Bruce Anderson descreve como "uso liberal de capítulos curtos, subtítulos telegráficos e prosa sentimental e alegre". Eles resumiram a cobertura da imprensa suplementada por extratos de relatos de sobreviventes e elogios sentimentais das vítimas. The Sinking of the Titanic and Great Sea Disasters de Logan Marshall (também publicado como On Board the Titanic: The Complete Story With Eyewitness Accounts) foi um típico exemplo do gênero. Muitos desses  "livros de dólar", tais como Story of the Wreck of the Titanic, the Ocean's Greatest Disaster: 1912 Memorial Edition de Marshall Everett, foram nomeados como edições "memoriais" ou "oficiais" em uma tentativa de conceder-lhes um falso grau extra de autenticidade.

### A Night to Remembere posteriores
A "segunda onda" de livros relacionados ao Titanic começou em 1955 por Walter Lord, um executivo de publicidade de Nova Iorque com um interesse de longa data na história do desastre do Titanic. Escrevendo em seu tempo vago, ele entrevistou cerca de sessenta sobreviventes bem como se baseou em escritos anteriores e pesquisas. Seu livro A Night to Remember foi um grande sucesso, vendendo  60.000 cópias em apenas dois meses de sua publicação. Permaneceu listado como best-seller por seis meses. O livro nunca deixou de ser publicado, chegou à sua 50ª edição em 1998 e foi traduzido em mais de uma dúzia de idiomas. Foi adaptado para o cinema duas vezes, primeiro como um drama de TV ao vivo transmitido pela NBC em março de 1956 e, posteriormente, como o clássico filme britânico A Night to Remember estrelado por Kenneth More.
O livro de Lord foi seguido por The Maiden Voyage (1968) do historiador naval britânico Geoffrey Marcus, que contou toda a história do desastre desde a partida dos passageiros até as consultas públicas subsequentes. Ele cupou o Capitão Smith e a White Star Line pelas falhas que levaram ao desastre e criticou severamente o que ele chamou de "mentira oficial" e "prevaricação oficial planejada" do inquérito britânico. Foi bem recebido, com o próprio Lord o descrevendo como "penetrante e completo."
Em 1986 Walter Lord escreveu uma sequência de seu A Night to Remember com o título de The Night Lives On, em que expressava uma segunda opinião sobre algumas das coisas que escreveu em seu trabalho anterior. Como Michael Sragow, escritor e editor do The Baltimore Sun, notou: "[Lord] se questionou se Lightoller tinha levado a regra cavalheiresca de mulheres e crianças primeiro muito longe, a alterando para mulheres e crianças apenas."

### Livros pós-descoberta
A descoberta dos destroços do Titanic em 1985 estimulou uma nova onda de livros, com ainda mais publicados depois de 1997 e em 2012 para capitalizar o sucesso do filme de James Cameron Titanic e o centenário do desastre respectivamente. Robert Ballard contou a estória de sua busca e descoberta do navio em seu livro de 1987 The Discovery of the Titanic, que se tornou um best-seller; Rasor o descreve como "o melhor e mais impressionante" dos relatos da busca. John P. Eaton e Charles A. Haas produziram Titanic: Triumph and Tragedy: A Chronicle in Words and Pictures em 1986, um volume ilustrado com 320 páginas contando a estória do Titanic em grande detalhamento desde o design e preparação, até a viagem inaugural, o desastre e as conseqüências. O livro tem uma abordagem fortemente visual com muitas fotografias e imagens contemporâneas, e é descrito por Anderson como "enciclopédica [e] compreensiva" e "o guia consumado do Titanic."
O livro de Wyn Wade de 1992 The Titanic: Disaster of a Century tenta recontar a estória do navio do financiamento e construção até o resgate dos sobreviventes pelo RMS Carpathia. Em seguida, leva o leitor para a investigação do desastre pelo Senado dos Estados Unidos, liderado pelo senador de Michigan William Alden Smith. O livro conclui com uma análise da legislação resultante e seu legado na sociedade. Ao tentar extrair lições desses eventos, Wade escreve:  "O Titanic foi a encarnação da arrogância do homem em igualar tamanho com segurança; seu orgulho no domínio intelectual (divorciado do espiritual); sua cegueira para as conseqüências da extravagância desperdiçadora; e sua fé supersticiosa em materialismo e tecnologia. O que é alarmante é o quanto essas armadilhas ainda tipificam o mundo ocidental - especialmente o anglo-saxão - de hoje em nossa contínua Era da Ansiedade. Enquanto este Húbris estiver conosco, o Titanic continuará a ser não apenas uma lembrança assombrosa do passado recorrente, mas um presságio de coisas por vir – um apocalipse ocidental, talvez, em que o mundo, como o homem ocidental o conheceu e moldou, é minado por dentro, não superado de fora; e termina não no holocausto, mas com um deslize silencioso no esquecimento.”
Inside the Titanic (1997) de Don Lynch apresenta uma visão geral do navio e do desastre, ilustrado pelo artista Ken Marschall, cujos quadro do  Titanic e de outros navios perdidos se tornaram famosos. O livro de Susan Wels Titanic: Legacy of the World's Greatest Ocean Liner (1997) documenta o trabalho de recuperação de objetos pela RMS Titanic Inc, enquanto Daniel Allen Butler fornece um exame acadêmico da estória do  Titanic em seu livro de 1998 Unsinkable: The Full Story of the RMS Titanic. Os livros de Robin Gardiner de 1995 e 1998 Riddle of the Titanic e   Titanic: The Ship that Never Sank, apresenta uma teoria da conspiração em que o naufrágio é na verdade do Olympic, que  supostamente a White Star Line tinha trocado pelo Titanic como parte de um golpe de seguro.

### Romances
Uma grande variedade de romances a bordo do Titanic foi produzida ao longo dos anos. Um dos primeiros foi o autor alemão Robert Prechtl com  Titanic, publicado primeiramente na Alemanha em 1937 e subsequentemente na Grã-Bretanha em 1938 e nos Estados Unidos em 1940 (traduzido para o Inglês). O protagonista principal e herói do romance é John Jacob Astor; o livro se foca no tema da redenção, embora tenha uma postura marcadamente anti-britânica. É considerado o primeiro romance sério tendo o Titanic como pano de fundo.
Um dos romances mais famosos associados ao desastre é um livro escrito por Morgan Robertson quatorze anos antes da viagem inaugural do Titanic,  Futilidade, ou O Naufrágio de Titan. Publicado em 1898, o livro é conhecido por suas semelhanças com o naufrágio verdadeiro. Conta a história de um enorme transatlântico, o Titan, que afunda no Atlântico Norte em sua viagem inaugural depois de colidir com um iceberg. O Titan é representado  apenas ligeiramente maior do que Titanic, ambos os navios têm três hélices e transportam 3.000 passageiros, ambos têm compartimentos estanques, ambos são descritos como "inafundáveis" e ambos têm muito poucos botes salva-vidas "conforme exigido por lei". A colisão é descrita nas primeiras vinte páginas do romance; o resto do livro lida com as conseqüências. As semelhanças entre arte e vida foram reconhecidas imediatamente em 1912 e o livro foi republicado logo após o naufrágio do Titanic, com várias edições sendo publicadas desde então.
O autor de suspenses Clive Cussler escreveu o bem sucedido livro Raise the Titanic! em 1976, que foi às telas de cinema quatro anos depois em um caro e gigantesco fracasso de bilheteria. O mesmo tema foi refletido em The Ghost from the Grand Banks (1990) por  Arthur C. Clarke, que conta a estória de duas expedições que competem buscando elevar cada metade do naufrágio do Titanic e os rebocam para Tóquio em tempo para o centenário do naufrágio em 2012. Um romance anterior de Clarke Terra Imperial, (1976, mas ambientado no final do século 23) menciona que o Titanic foi retirado do mar e está agora uma exposição no museu em Nova Iorque.
O navio se torna o cenário no romance de Danielle Steel de 1991 No Greater Love, em que uma jovem se torna a única cuidadora de seus irmãos depois que seus pais morrem a bordo do Titanic. Em 1996 a NBC adaptou para a TV um filme com o mesmo nome, no qual Anderson o caracteriza como "bastante estéril e superficial."
Voyage on the Great Titanic: The Diary of Margaret Ann Brady, RMS Titanic, 1912 de Ellen Emerson White é um diário fictício de uma garota viajando no Titanic - parte da série Dear America, em que cada livro é um diário fictício ambientado em um ponto significativo na história Americana.
Vários autores também tem usado o Titanic como cenário para mistérios de assassinatos, como no caso do romance de Max Allan Collins de 1999 The Titanic Murders, parte de sua "série de desastres" onde mistérios de assassinatos acontecem em meio a famosos desastres. O escritor Jacques Futrelle, que pereceu no desastre, assume o papel de detetive amador na resolução de um assassinato a bordo do Titanic pouco antes de sua colisão fatal.
Em 1996 Beryl Bainbridge publicou Every Man for Himself, que venceu o prêmio Whitbread Award por Melhor Romance naquele ano bem como foi indicado para o Booker Prize e para o Book Prize do Los Angeles Times. O título vem de algumas das supostas últimas palavras do Capitão do Titanic, Edward Smith, e apresenta um sobrinho fictício de J. P. Morgan, o proprietário em última instância do navio, que procura fazer amizade e seduzir os ricos e famosos a bordo do navio. Ele acompanha Thomas Andrews enquanto o navio afunda e faz sua fuga a bordo de um bote salva-vidas emborcado (como Sherlock Holmes). O livro incorpora uma série de mitos e teorias da conspiração sobre o Titanic, especialmente a alegação de Robin Gardiner de que ele foi trocada por seu navio irmão Olympic.
Douglas Adams' Starship Titanic (1997), escrito pelo ex-membro do Monty Python Terry Jones a partir de um esboço de Douglas Adams, conta a estória de uma nave estelar lançada antes de seu término. O arquiteto do navio, Leovinus, realiza uma investigação para descobrir por que o navio sofreu uma "Falha de Existência Maciça Espontânea" logo após o lançamento. Um jogo de computador baseado no livro foi lançado em 1998.
Passage (2001) de Connie Willis é uma estória sobre um pesquisador que participa de um experimento para simular experiências de quase morte. Durante essas experiências, em vez das imagens clássicas dos anjos, a pesquisadora se encontra no Titanic. O livro detalha seus esforços para entender o significado de suas visões e sua ligação com a história do navio e seu naufrágio.
Em TimeRiders (2010) de Alex Scarrow, Liam O'Conner, um comissário de bordo fictício no Titanic, é resgatada durante o naufrágio por um homem chamado Foster, que o leva à frente no tempo até os ataques de 11 de setembro de 2001 a fim de recrutá-lo para uma entidade conhecida como 'The Agency' que foi criada para evitar uma viagem no tempo destrutiva.
No conto de James Morrow The Raft of the Titanic, apenas dezenove pessoas morrem no naufrágio; o resto é salvo.
That Fatal Night: The Titanic Diary of Dorothy Wilton (2011), um livro da série Dear Canada, é ambientado após o desastre e apresenta uma heroína fictícia tentando lidar com os eventos.

## Jogos eletrônicos
Desde a descoberta do naufrágio, vários jogos eletrônicos foram lançados tendo como tema o RMS Titanic para várias plataformas; a maioria destes é sobre o jogador sendo um passageiro no navio condenado a tentar fugir, ou um mergulhador explorando e possivelmente tentando levantar os destroços. Um desses foi Titanic: Adventure Out of Time, lançado em 1996 pela CyberFlix, um ano antes do filme de James Cameron, film.
No jogo de 1999 Duke Nukem: Zero Hour o nível Going Down mostra o Titanic.
No jogo de 2010 Nine Hours, Nine Persons, Nine Doors, os personagens principais foram todos colocados em um navio afundando por uma pessoa misteriosa chamada Zero. Em sua introdução, Zero faz referência ao naufrágio do Titanic na frase "Em 14 de abril de 1912... o famoso transatlântico Titanic colidiu com um iceberg. Depois de permanecer à tona por 2 horas e 40 minutos, afundou sob as águas do Atlântico Norte. Vou te dar mais tempo. 9 horas é a quantidade de tempo que será dado à você para escapar." Mais tarde é descoberto que o "navio" em que eles estão é uma réplica de um dos navios irmãos do Titanic, o Gigantic. Na vida real, o Gigantic houve rumores de ter sido o nome original do HMHS Britannic,
que era de fato um dos navios irmãos do Titanic.
No jogo eletrônico de 2013 BattleBlock Theater um navio com dois funis com o nome Titanic é brevemente visto durante uma cena.
Desde 2012, um jogo chamado Titanic: Honor and Glory tem sido desenvolvido pela Four Funnels Entertainment. De acordo com os desenvolvedores, o jogo contará com uma recriação totalmente interativa do navio e do porto de Southampton, e incluirá um modo tour do navio no porto, e um modo de história contada, em sua maior parte, em tempo real.

## Mídia visual
O artista americano Ken Marschall tem pintado o Titanic extensivamente - representações do interior e exterior do navio, sua viagem, sua destruição e seus destroços. Seu trabalho ilustrou numerosas obras escritas sobre o desastre, incluindo livro, revistas e capas, e foi consultor do bem sucedido filme "Titanic" de James Cameron.

## Memorabilia
O desastre provocou a produção de todos os tipos de colecionáveis e memorabilia, muitos dos quais tinham conotações abertamente religiosas. Cartões postais colecionáveis estavam em grande demanda na Inglaterra Eduardiana; em uma época em que os telefones domésticos eram raros, enviar uma mensagem curta em um cartão postal era o equivalente do início do século 20 de uma mensagem de texto ou de um tweet.  Alguns postais foram publicados antes do desastre mostrando o Titanic em construção ou recém-concluído e se tornaram objetos de grande demanda depois. Ainda mais desejável para os colecionadores foi o pequeno número de cartões postais que tinham sido escritos a bordo do Titanic durante sua viagem inaugural e postados enquanto ela estava nos portos de Cherbourg e Queenstown.
Após o naufrágio, cartões postais memoriais foram emitidos em grande número para servir como relíquias do desastre. Eles eram muitas vezes derivados da arte religiosa do século XIX, mostrando donzelas de luto em poses estilizadas ao lado de slogans religiosos enaltecedores. Para muitos Cristãos devotos, o desastre teve implicações religiosas perturbadoras; o Bispo de Winchester caracterizou-a como um "monumento e advertência à presunção humana", enquanto outros a consideraram como uma retribuição divina: Deus colocando o homem em seu lugar, como aconteceu com Noé. O local final do Titanic, à 3.700 metros no abismo, foi interpretado como uma metáfora para o inferno e purgatório, o Abismo Cristão. Um aspecto particular do naufrágio tornou-se icônico como um símbolo de piedade – a banda do navio supostamente tocando o hino Mais perto quero estar enquanto o navio afundava. O mesmo hino e slogan foi repetido em muitos itens de memorabilia emitidos para lembrar o desastre. A Bamforth & Company publicou uma série de cartões postais muito populares na Inglaterra, mostrando versos do hino ao lado de uma mulher de luto e o Titanic afundando ao fundo.
Havia um número limitado de fotografias sobreviventes do Titanic, por isso, alguns editores de cartões-postais sem escrúpulos recorreram à falsidade total para satisfazer a demanda pública. Fotografias de seu navio irmão, o Olympic eram passados como sendo o Titanic. Um erro comum cometido em fotografias falsas foi o de mostrar a quarta chaminé do navio soltando fumaça; na verdade, a quarta chaminé foi adicionada para fins puramente estéticos. Fotografias dos navios da Cunard Line Mauretania e Lusitania foram retocados e passados como o Titanic, ou até mesmo o Carpathia, a embarcação que resgatou os sobreviventes do Titanic. Outros cartões comemoraram a bravura dos passageiros do sexo masculino, a tripulação e especialmente os músicos do navio.
Uma grande variedade de outros itens colecionáveis foi produzida, desde caixas de bombons de estanho até pratos comemorativos, coqueteleiras para uísque, e até ursos de pelúcia. Um dos itens mais incomuns de memorabilia do Titanic foram os 655 urso de pelúcia negros   produzidos pela empresa alemã Steiff. Em 1907, a empresa produziu um protótipo de ursinho de pelúcia preto que não foi um sucesso comercial.
Os compradores não gostaram da aparência sombria do urso de pelo preto. Depois do desastre do Titanic a empresa produziu uma tiragem limitada de 494 "ursos de luto" negros que foram exibidos em vitrines de Londres. Eles rapidamente se esgotaram, e mais 161 foram produzidos entre 1917 e 1919. Estão hoje entre os mais procurados de todos os ursos de pelúcia. Um exemplo original foi vendido em dezembro de 2000 na Christie's de Londres depois de sair de um armário onde seu proprietário, que não gostava da aparência do urso, o manteve por 90 anos. Foi vendido por mais de £91.000 ($136.000), muito mais do que se esperava.